# Geghadir (Kotayk)
Geghadir (in armeno Գեղադիր?, fino al 1935 Kyarpichlu) è un comune dell'Armenia di 706 abitanti (2009) della provincia di Kotayk'.